# La Machi - Comunicazione per Buone Cause
La Machi Comunicazione per Buone Cause è un'agenzia di comunicazione argentino-spagnola creata nel 2012. È specializzata in diritti umani, cultura civica, valori religiosi ed ecologia. Ha sedi a Barcellona, a Buenos Aires e a Roma.
Tra i riconoscimenti ricevuti, è stata selezionata come miglior PMI di marketing dall'Asociación Argentina de Marketing nel 2015 e 2016, e, nel 2018 è stata selezionata come migliore agenzia sociale in Spagna, secondo il ranking FICE.